# DIOC B1 bis B4
Die norwegische Dampflokomotivbaureihe DIOC B1 bis B4 wurde 1905 von Thunes mekaniske verksted in Christiania (B1, B2) und mit den Fabriknummern 13 und 14 von Hamar Jernstøberi (B3, B4) in Hamar für die Dunderland Iron Ore Company (DIOC) und der von ihr betriebenen Dunderlandsbanen gebaut.
Durch die am 1. Juni 1947 offiziell erfolgte Übernahme der Dunderlandsbane in die Norges Statsbaner (NSB), die staatliche Bahngesellschaft in Norwegen, kamen die Lokomotiven in deren Bestand.

## Einsatz bei Dunderlandsbanen
Die DIOC betrieb bereits ab 1902 ein Inselnetz von ihren Erzgruben im Ranagebiet zum Hafen Gullsmedvik bei Mo i Rana. Durch den Bau der Nordlandsbane wurde die Dunderlandsbane 1942 an das Netz der NSB angeschlossen. Die Bahnstrecke der Dunderlandsbane wurde dabei in die Nordlandsbane integriert.

## Einsatz bei Norges Statsbaner
Die Übernahme der Dunderlandsbane durch NSB erfolgte offiziell am 1. Juni 1947. Am 27. April 1948 wurden die Lokomotiven der Dunderlandsbane in den Nummernplan der NSB integriert. Dabei wurden die vier Lokomotiven DIOC B1 bis B4 der Baureihe NSB Type 56a zugeordnet. Lok 56a 496 (die ursprüngliche DIOC B4) wurde als letzte der Baureihe am 11. Mai 1955 außer Dienst gestellt und verschrottet.